# Nicolaus Aschanius (1674–1749)
Nicolaus Aschanius, född 7 mars 1674 i Askeby socken, Östergötlands län, död 28 mars 1749 i Örtomta socken, Östergötlands län, var en svensk präst.

## Biografi
Nicolaus Aschanius föddes 1674 i Askeby socken. Han var son till kyrkoherden Abrahamus Aschanius och Gertrud Klingius. Aschanius studerade i Linköping och blev 13 oktober 1693 student vid Uppsala universitet. Han prästvigdes 18 juni 1702 och blev 14 februari 1706 komminister i Sankt Johannes församling i Sankt Olofs pastorat i Norrköping. Den 12 september 1710 blev han kyrkoherde i Örtomta församling, Örtomta pastorat och tillträdde direkt. Aschanius blev 1724 kontraktsprost i Bankekinds kontrakt. Han avled klockan två på morgonen 28 mars 1749 i Örtomta socken och begravdes 12 april i Örtomta kyrka med likpredikan och personalier av biskopen Andreas Olavi Rhyzelius.
Ett porträtt i olja på Aschanius hänger i Örtomta kyrkas sakristia.

### Familj
Aschanius gifte sig första gången 25 september 1706 med Elisabeth Bergius (1680–1718). Hon var dotter till kyrkoherden Bothvidus Bergius och Susanna Terserus i Örtomta socken. De fick tillsammans barnen Susanna Elisabeth (född 1707), Abraham (1710–1772), Bothvid (1712–1736), Maria (1713–1713), Anna Maria, Gertrud och Magdalena (1718–1759). Aschanius gifte sig andra gången 20 februari 1719 med Catharina Wigius (1682–1766). Hon var dotter till kyrkoherden Nicolaus Andreae Wigius i Västra Eds socken. Catharina Wigius hade tidigare varit gift med kyrkoherden Claudius Austrin i Gladhammars socken.